# Iskra, Burgas
Iskra (în bulgară Искра) este un sat în comuna Karnobat, regiunea Burgas,  Bulgaria. 

## Demografie
Componența etnică a satului Iskra
     Turci (29,07%)
     Bulgari (56,14%)
     Romi (2,5%)
     Nicio identificare (12,28%)
La recensământul din 2011, populația satului Iskra era de 399 locuitori. Din punct de vedere etnic, majoritatea locuitorilor (56,14%) erau bulgari, existând și minorități de turci (29,07%) și romi (2,5%). Pentru 12,28% din locuitori nu este cunoscută apartenența etnică.